# Jan Kowarz
Jan Kowarz (ur. 27 grudnia 1911 w Kadobnie, zm. 1993) – polski działacz partyjny i państwowy, I sekretarz Komitetu Wojewódzkiego PZPR w Kielcach (1950–1951) i Wrocławiu (1952–1957).

## Życiorys
Syn Wincentego i Marii, jego ojciec był nauczycielem. W okresie międzywojennym aktywny w środowiskach komunistycznych, w tym Komunistycznej Partii Polski. W czasie drugiej wojny światowej walczył w Armii Andersa, przeszedł z nią cały szlak bojowy II Korpusu Polskiego przez Bliski Wschód aż do Włoch i powrócił do Polski w roku 1945. Działał w Polskiej Partii Robotniczej i od 1948 w Polskiej Zjednoczonej Partii Robotniczej. Od 1945 zajmował stanowiska referenta w Wydziale Kadr KW PPR w Warszawie, następnie kierownika tegoż wydziału w ramach KW PPR w Lublinie i Wrocławiu oraz KW PZPR we Wrocławiu. W latach 1950–1951 zastępca kierownika Wydziału Kadr Komitetu Centralnego PZPR. Od lipca 1950 do kwietnia 1951 I sekretarz Komitetu Wojewódzkiego PZPR w Kielcach. Według kilku źródeł pełnił analogiczną funkcję także w we Wrocławiu od 1952 do 1957. Później w ramach Komitetu Centralnego był zastępcą kierownika Wydziału Organizacyjnego (1959–1963) i Wydziału Zagranicznego (1963–1968). W 1954 wybrano go ponadto członkiem KC PZPR.

## Odznaczenia
- Krzyż Komandorski z Gwiazdą Orderu Odrodzenia Polski (1964)[7]
- Medal im. Ludwika Waryńskiego (1986)[8]